# Matra MS80
El Matra MS80 fue un monoplaza que condujo Jackie Stewart para conseguir el título de pilotos de Fórmula 1 en la temporada 1969 de Fórmula 1. Montaba un motor Ford Cosworth DFV.

## Temporada 1969
Aunque oficialmente era un Matra, básicamente corría por los trabajos externos al equipo Matra de Ken Tyrrell. El MS80 era uno de los primeros monoplazas de Fórmula 1 diseñado con alerones para el downforce de manera que pudieran aumentar el grip de los neumáticos a altas velocidades. Esto fue originalmente introducido en la Fórmula 1 en el año 1968. Debido a algunos accidentes bastante serios con el endeble monoplaza a principios de la temporada de 1969 al igual que todos los monoplazas de Fórmula 1 en ese año, el MS80 fue alterado para usar alerones más bajos y sólidos, añadidos directamente al chasis del monoplaza más tarde.
Solo dos MS80 fueron montados en 1969, un tercero monocasco fue construido pero permaneció sin montar hasta que la compañía EPAF lo construyó del todo en el 2006. Jackie Stewart en el 2006 en una publicación a la revista British Motor Sport se refirió al monoplaza como el más fácil de conducir de todos los que había pilotado.
El monoplaza fue reconstruido digitalmente en detalle y puede ser conducido de manera libre en "69 Mod"  para el simulador de coches Grand Prix Legends, el cual apareció en el año 2005.

## Resultados

### Fórmula 1
(Clave) (negrita indica pole position) (cursiva indica vuelta rápida)

| Año     | Motor               | Neu.                     | N.º | Pilotos              | 1   | 2   | 3   | 4   | 5   | 6   | 7   | 8   | 9   | 10  | 11  | Puntos | Pos. |
| ------- | ------------------- | ------------------------ | --- | -------------------- | --- | --- | --- | --- | --- | --- | --- | --- | --- | --- | --- | ------ | ---- |
| 1969    | Matra International | Ford Cosworth DFV 3.0 V8 | D   |                      | RSA | ESP | MON | NED | FRA | GBR | GER | ITA | CAN | USA | MEX | 661    | 1.º  |
| 1969    | Matra International | Ford Cosworth DFV 3.0 V8 | D   | Jackie Stewart       |     | 1   | Ret | 1   | 1   | 1   | 2   | 1   | Ret | Ret | 4   | 661    | 1.º  |
| 1969    | Matra International | Ford Cosworth DFV 3.0 V8 | D   | Jean-Pierre Beltoise |     | 3   | Ret | 8   | 2   |     | 12  | 3   | 4   | Ret | 5   | 661    | 1.º  |
| Fuente: |                     |                          |     |                      |     |     |     |     |     |     |     |     |     |     |     |        |      |

- 1 Incluye nueve puntos sumados por el Matra MS10 y uno por el Matra MS84.